# Renaat De Rudder

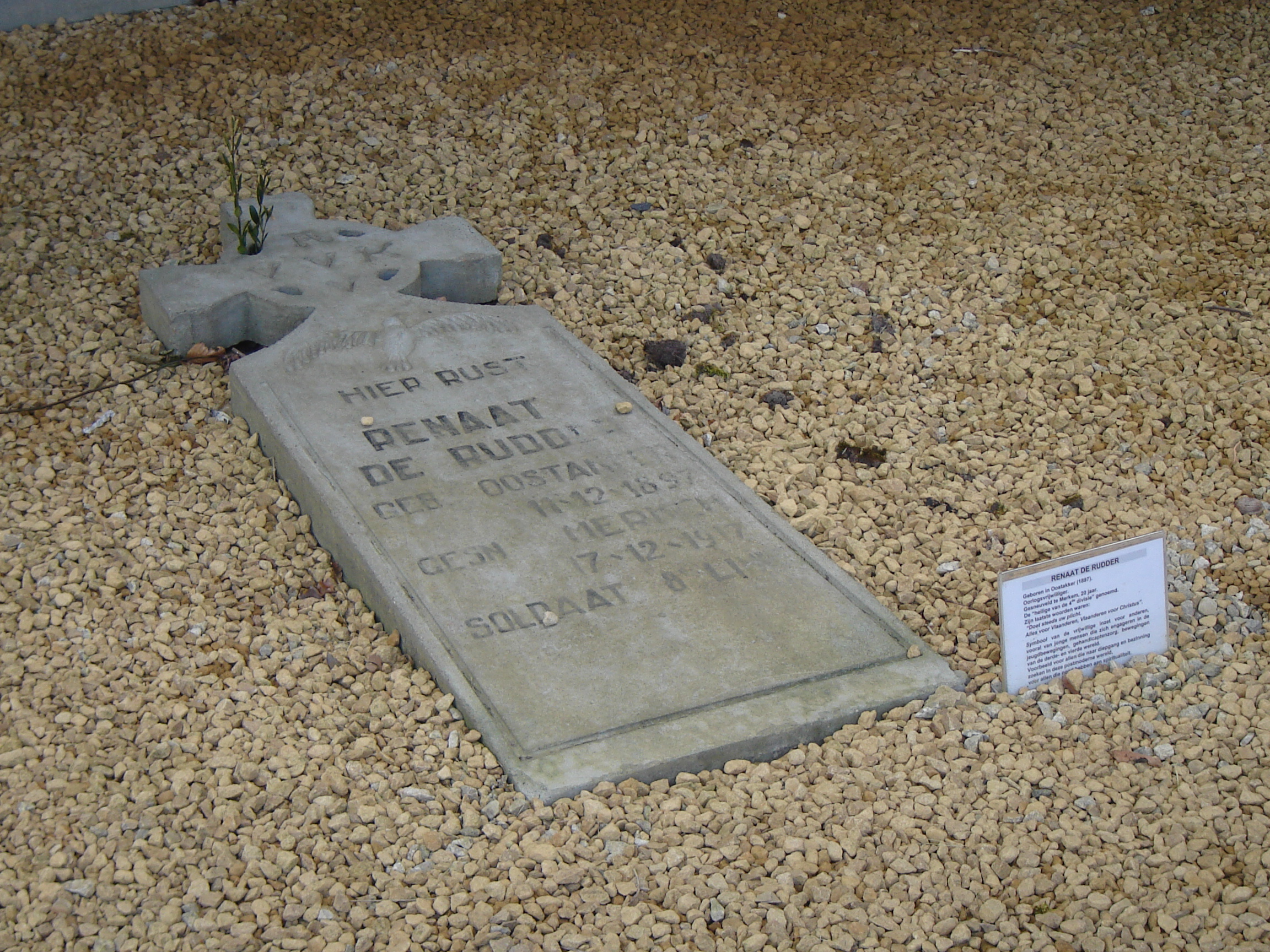
Heldenhuldezerkje van Renaat De Rudder in de crypte van de IJzertoren

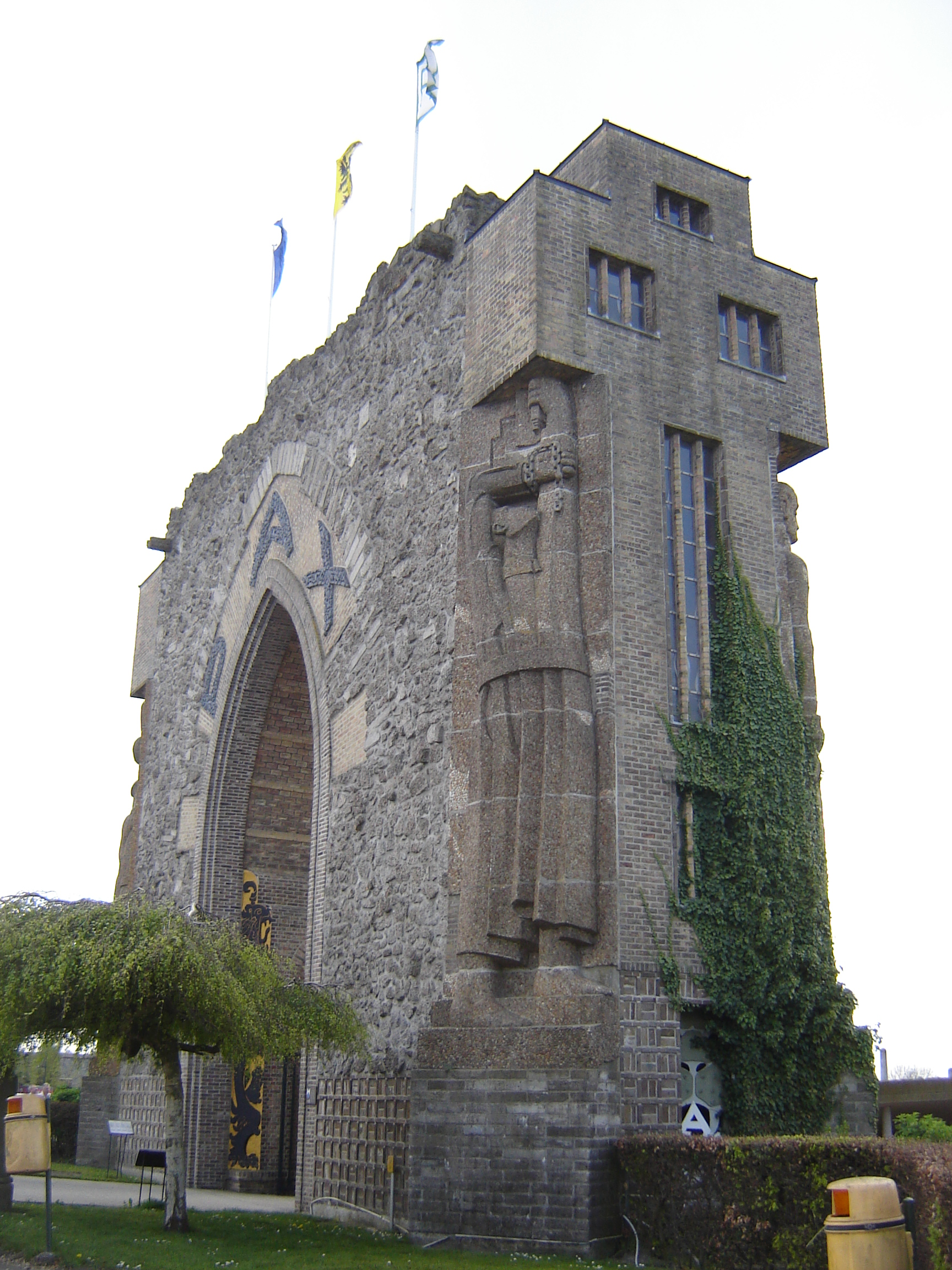
Beeld van Renaat De Rudder op de Paxpoort

Renaat De Rudder (Oostakker, 11 december 1897 – Merkem, 17 december 1917) was een Vlaamse soldaat die sneuvelde in de Eerste Wereldoorlog. Hij geldt als een van de zogenaamde IJzersymbolen van de Vlaamse Beweging.
Renaat De Rudder werd geboren te Oostakker in 1897. Zijn jeugdjaren bracht hij door in Landegem en hij had een roeping tot priester. Hij trok op 12 oktober 1914 echter als oorlogsvrijwilliger naar het front, waar hij onder meer de ellende van de Vlaamse soldaten beschreef. Hij engageerde zich voor de Frontbeweging, die op veel tegenstand van de militaire gezaghebbers stuitte. Een pamflet geschreven door De Rudder werd teruggevonden, waarop hij gevangen werd gezet. Hij werd uiteindelijk vrijgelaten. Op 17 december 1917 werd De Rudder, al dan niet per ongeluk, beschoten door Belgische soldaten tijdens een verkenningstocht door het frontgebied en hij stierf aan zijn verwondingen in het krijgshospitaal.
De Rudder werd aanvankelijk begraven op het krijgskerkhof van Westvleteren op 21 december 1917, maar op 21 juli 1932, tijdens de dertiende IJzerbedevaart, werd zijn stoffelijk overschot in de crypte onder de IJzertoren bijgezet. Begin jaren 30 liet het IJzerbedevaartcomité door Karel Aubroeck vier standbeelden maken om op de voet van de IJzertoren te plaatsen. Het eerste standbeeld was dat van Renaat De Rudder. Het werd ingehuldigd op de IJzerbedevaart van 23 augustus 1931. Na de verwoesting van de eerste IJzertoren werd het beeld samen met de andere beelden ingewerkt in de Paxpoort.

## Publicatie
- Grasblommekens, 1922, postume bundeling van bijdragen verschenen in Ons Vaderland en brieven.